# Reconocimiento de patrones (psicología)
En psicología y neurociencia cognitiva, el reconocimiento de patrones se describe como un proceso cognitivo que combina la información de un estímulo con la información recuperada de la memoria.
El reconocimiento de patrones se produce cuando se recibe información del entorno y se ingresa en la memoria a corto plazo, lo que provoca la activación automática de un contenido específico de la memoria a largo plazo. Un ejemplo reciente de esto es aprender el alfabeto en orden. Cuando un cuidador repite "A, B, C" varias veces a un niño, utilizando el reconocimiento de patrones, el niño dice "C" después de que oiga "A, B" en orden. Reconocer patrones nos permite predecir y esperar lo que viene. El proceso de reconocimiento de patrones implica en hacer coincidir la información recibida con la información ya una vez almacenada en el cerebro y logre hacer la conexión entre las memorias y la información percibida es un paso de reconocimiento de patrones denominado identificación. El reconocimiento de patrones requiere la repetición de la experiencia. La memoria semántica, que se usa implícita e inconscientemente, es el tipo principal de memoria involucrada con el reconocimiento.
El reconocimiento de patrones no solo es crucial para los humanos, sino también para otros animales. Incluso los koalas, que poseen habilidades de pensamiento menos desarrolladas, usan el reconocimiento de patrones para encontrar y consumir hojas de eucalipto. El cerebro humano se ha desarrollado más, pero tiene similitudes con los cerebros de las aves y los mamíferos inferiores. El posicionamiento espacial en el ambiente, el recuerdo de los hallazgos y la detección de peligros y recursos para aumentar las posibilidades de supervivencia son ejemplos de la aplicación del reconocimiento de patrones para humanos y animales.
Existen seis teorías principales sobre el reconocimiento de patrones: coincidencia de plantillas, coincidencia de prototipos, análisis de características, teoría de reconocimiento por componentes, procesamiento ascendente y descendente y análisis de Fourier. La aplicación de estas teorías en la vida cotidiana no es mutuamente excluyente. El reconocimiento de patrones nos permite leer palabras, entender el lenguaje, reconocer a los amigos e incluso apreciar la música. Cada una de las teorías se aplica en diversas actividades y dominios donde se observa el reconocimiento de patrones. El reconocimiento facial, de música y lenguaje, y la seriación son algunos de estos dominios. El reconocimiento facial y la seriación se producen mediante la codificación de patrones visuales, mientras que el reconocimiento de la música y el lenguaje utilizan la codificación de los patrones auditivos.

## Teorías

### Comparación de plantillas
La Teoría nombrada Comparación de plantillas describe el enfoque más básico para el reconocimiento de patrones humanos. Es una teoría que asume que cada objeto percibido se almacena como una "plantilla" en la memoria a largo plazo. La información que se recibe se compara con ciertas plantillas para encontrar una coincidencia exacta.
En otras palabras, toda la información sensorial se compara con múltiples representaciones de un objeto para formar una sola comprensión conceptual. La teoría define la percepción como un proceso basado fundamentalmente en el reconocimiento. Se supone que todo lo que vemos, lo entendemos solo a través de la exposición pasada, lo que luego informa nuestra percepción futura del mundo externo.
Por ejemplo, A, A y A se reconocen como la letra A, pero no B. Sin embargo, este punto de vista es limitado para explicar cómo se pueden entender las nuevas experiencias sin compararse con una plantilla de memoria interna.

### Conciencia de prototipos
A diferencia de la teoría, uno a uno, de coincidencia de plantillas exacta la comparación de prototipos, compara la entrada sensorial entrante con un prototipo promedio. Esta teoría propone que la exposición a una serie de estímulos relacionados lleva a la creación de un prototipo "típico" basado en sus características compartidas. Reduce el número de plantillas almacenadas al estandarizarse en una sola representación.
El prototipo es compatible con la flexibilidad perceptiva, ya que a diferencia de la comparación de plantillas, permite la variabilidad en el reconocimiento de estímulos novedosos, por ejemplo, si un niño nunca hubiera visto una silla de jardín antes, todavía podría reconocerla como una silla debido a su comprensión de sus características esenciales como tener cuatro patas y un asiento. Esta idea, sin embargo, limita la conceptualización de los objetos que no pueden ser necesariamente "promediados" en uno, como los tipos de caninos, por ejemplo. Si bien los perros, los lobos y los zorros suelen ser animales peludos, de cuatro patas, de tamaño moderado, con orejas y cola, no todos son iguales, y por lo tanto no pueden percibirse estrictamente con respecto a la teoría de emparejamiento de prototipos.

### Análisis de características
Múltiples teorías intentan explicar cómo los humanos son capaces de reconocer patrones en su entorno. La teoría de detección de características propone que el sistema nervioso clasifique y filtre los estímulos entrantes para permitir que el humano (o animal) entienda la información. En el organismo, este sistema está formado por detectores de características, que son neuronas individuales o grupos de neuronas, que codifican características perceptivas específicas. La teoría propone una complejidad creciente en la relación entre los detectores y la característica perceptiva. Los detectores de características más básicas responden a las propiedades simples de los estímulos. Más a lo largo de la vía perceptiva, los detectores de características más organizadas pueden responder a las propiedades de estímulos más complejos y específicos. Cuando las características se repiten o ocurren en una secuencia significativa, podemos identificar estos patrones debido a nuestro sistema de detección de características.

### Reconocimiento por la teoría de los componentes

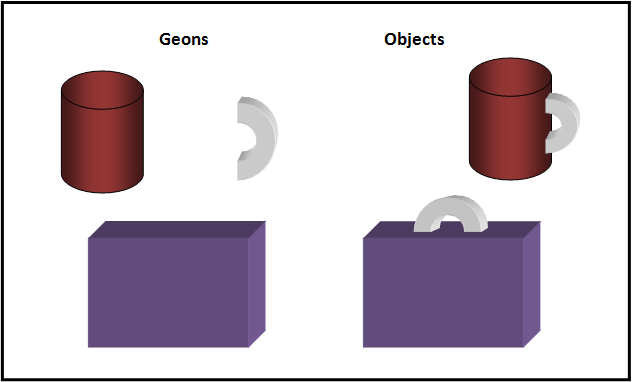
Image showing the breakdown of common geometric shapes (geons)

Similar a la teoría de detección de características, el reconocimiento por componentes (RBC) se enfoca en las características ascendentes de los estímulos que se procesan. Propuesto por primera vez por Irving Biederman (1987), esta teoría establece que los humanos reconocen los objetos al descomponerlos en sus formas geométricas 3D básicas llamadas geones (es decir, cilindros, cubos, conos, etc.). Un ejemplo es cómo desglosamos un artículo común como una taza de café: reconocemos el cilindro hueco que sostiene el líquido y un mango curvo del lado que nos permite sostenerlo. Aunque no todas las tazas de café son exactamente iguales, estos componentes básicos nos ayudan a reconocer la consistencia en los ejemplos (o patrones). RBC sugiere que hay menos de 36 geones únicos que cuando se combinan pueden formar un número virtualmente ilimitado de objetos. Para analizar y diseccionar un objeto, RBC propone que atendamos dos características específicas: bordes y concavidades. Los bordes permiten al observador mantener una representación consistente del objeto, independientemente del ángulo de visión y las condiciones de iluminación. Las concavidades son donde dos bordes se encuentran y permiten al observador percibir dónde termina un geón y comienza otro.
Los principios de RBC del reconocimiento visual de objetos también pueden aplicarse al reconocimiento auditivo de lenguaje. En lugar de geones, los investigadores del lenguaje proponen que el lenguaje hablado se puede dividir en componentes básicos llamados fonemas. Por ejemplo, hay 44 fonemas en el idioma inglés.

### Proceso ascendente y descendente (Bottom-up y Top-down)

#### Proceso descendente
El procesamiento descendente se refiere al uso de información de fondo en el reconocimiento de patrones... Este siempre comienza con el conocimiento previo de una persona y hace predicciones debido a este conocimiento ya adquirido. El psicólogo Richard Gregory estimó que aproximadamente el 90% de la información se pierde entre el tiempo que toma ir del ojo al cerebro, razón por la cual el cerebro debe adivinar lo que la persona ve basándose en experiencias pasadas. En otras palabras, construimos nuestra percepción de la realidad, y estas percepciones son hipótesis o proposiciones basadas en experiencias pasadas e información almacenada. La formación de proposiciones incorrectas conducirá a errores de percepción tales como ilusiones visuales. Dado un párrafo escrito con una letra difícil de leer , es más fácil entender lo que el escritor quiere transmitir si uno lee todo el párrafo en lugar de leer las palabras en términos separados. El cerebro puede percibir y comprender la esencia del párrafo debido al contexto proporcionado por las palabras circundantes.

### Proceso ascendente
El procesamiento ascendente también se conoce como procesamiento controlado por datos, porque se origina con la estimulación de los receptores sensoriales. El psicólogo James Gibson se opuso al modelo descendente y argumentó que la percepción es directa y no está sujeta a pruebas de hipótesis como propuso Gregory. Afirmó que la sensación es percepción y que no hay necesidad de interpretación adicional, ya que hay suficiente información en nuestro entorno para que el mundo tenga sentido de manera directa. Su teoría se conoce a veces como la "teoría ecológica" debido a la afirmación de que la percepción se puede explicar únicamente en términos del entorno. Un ejemplo de procesamiento ascendente consiste en presentar una flor en el centro del campo de una persona. La vista de la flor y toda la información sobre el estímulo se llevan desde la retina hasta la corteza visual del cerebro. La señal viaja en una dirección.

## Seriación
En la teoría del desarrollo cognitivo del psicólogo Jean Piaget, la tercera etapa se denomina Etapa Operacional Concreta. Es durante esta etapa que el principio abstracto de pensamiento llamado "seriación" se desarrolla naturalmente en un niño.. La seriación es la capacidad de organizar los elementos en un orden lógico a lo largo de una dimensión cuantitativa, como la longitud, el peso, la edad, etc. Es una habilidad cognitiva general que no se domina completamente hasta después de los años de la guardería. En seriar significa entender que los objetos pueden ordenarse a lo largo de una dimensión, y para hacerlo de manera efectiva, el niño debe poder responder la pregunta "¿Qué viene después?". Las habilidades de seriación también ayudan a desarrollar habilidades de resolución de problemas, que son útiles para reconocer y completar tareas de modelado.

### El trabajo de Piaget en la seriación
Piaget estudió el desarrollo de la seriación junto con Szeminska en un experimento en el que utilizaron varillas de diferentes longitudes para probar la habilidad de los niños. Encontraron que había tres etapas distintas de desarrollo de la habilidad. En la primera etapa, los niños de alrededor de 4 años no pudieron arreglar las primeras diez varillas en orden. Podían hacer grupos más pequeños de 2-4, pero no podían juntar todos los elementos. En la segunda etapa donde los niños tenían entre 5 y 6 años de edad, podían tener éxito en la tarea de seriación con las primeras diez varillas a través del proceso de prueba y error. Podrían insertar el otro conjunto de barras en orden a través de prueba y error. En la tercera etapa, los niños de 7-8 años de edad pudieron colocar todas las barras en orden sin mucho ensayo y error. Los niños usaron el método sistemático de buscar la vara más pequeña primero y la más pequeña entre el resto.

### Desarrollo de habilidades de resolución de problemas.
Para desarrollar la habilidad de seriedad, que ayudará a mejorar las habilidades de resolución de problemas, se debe brindar a los niños la oportunidad de organizar las cosas utilizando el lenguaje apropiado, como "grande" y "más grande" cuando trabajan con relaciones de tamaño. También se les debe dar la oportunidad de organizar los objetos en orden según la textura, el sonido, el sabor y el color. Junto con las tareas específicas de seriedad, los niños deben tener la oportunidad de comparar los diferentes materiales y juguetes que usan durante el juego. A través de actividades como estas, se desarrollará la verdadera comprensión de las características de los objetos. Para ayudarlos a una edad temprana, las diferencias entre los objetos deben ser obvias. Por último, también se debe proporcionar una tarea más complicada de organizar dos conjuntos de objetos diferentes y ver la relación entre los dos conjuntos diferentes. Un ejemplo común de esto es hacer que los niños intenten ajustar las tapas de las cacerolas a las cacerolas de diferentes tamaños, o que ajusten diferentes tamaños de tuercas y tornillos.

### Aplicación de la seriación en las escuelas.
Para ayudar a desarrollar las habilidades matemáticas en los niños, los maestros y los padres pueden ayudarlos a aprender la seriación y los patrones. Los niños pequeños que entienden la seriación pueden poner los números en orden de menor a mayor. Eventualmente, llegarán a comprender que 6 es mayor que 5 y 20 es mayor que 10. De manera similar, hacer que los niños copian patrones o creen patrones propios, como los patrones ABAB, es una excelente manera de ayudarlos a reconocer el orden y prepararse para las habilidades matemáticas posteriores, como la multiplicación. Los proveedores de cuidado infantil pueden comenzar a exponer a los niños a patrones a una edad muy temprana haciendo que formen grupos y cuenten el número total de objetos.